# Вэйхай
Вэйха́й (кит. 威海, пиньинь Wēihǎi), также известен в прошлом как Вэйхай-Гаррисон или Вэйхайвэй, а также в колониальный период как Порт-Эдвард — городской округ в провинции Шаньдун КНР.

## История
Долгое время эти слабозаселённые места не имели собственной административной структуры, входя в состав более крупных административных единиц с административными центрами за их пределами. Лишь во времена империи Северная Ци в 568 году здесь был создан уезд Вэньдэн. При империи Мин в 1398 году для защиты от нападений пиратов-вокоу был основан Вэйхайский караул (威海卫), а в 1427 году — Вэньдэнский полк (文登营).
При империи Цин в связи с тем, что такой пиратской угрозы уже не было, территории, управлявшиеся Вэйхайским и Цзинхайским караулами, были подчинены уезду Вэньдэн. В 1895 году во время японо-китайской войны порт Вэйхай, остававшийся последней укреплённой базой Бэйянского флота, был захвачен японцами. В 1898 году Китай сдал порт в аренду Великобритании, в результате чего появилась колония Британский Вэйхай; сельская местность продолжала администрироваться властями уездов Вэньдэн и Жунчэн.
В 1930 году порт был возвращён Китаю, но Великобритания могла использовать построенные сооружения ещё в течение 10 лет. Административно порт Вэйхайвэй был преобразован в Вэйхайвэйский административный район (威海卫行政区), подчинённый напрямую Исполнительному юаню Китайской республики.
По окончании Второй мировой войны по распоряжению властей провинции Шаньдун в августе 1945 года территория Вэйхайвэйского административного района была объявлена городом Вэйхайвэй (威海卫市). В мае 1950 года был создан Специальный район Вэньдэн (文登专区); город Вэйхайвэй был при этом расформирован, а вместо него образован уезд Вэйхай (威海县). В марте 1951 года по указанию Восточно-Китайского военного округа властями провинции Шаньдун уезд Вэйхай был расформирован, а вместо него образован город Вэйхай. В 1954 году город Вэйхай был выведен из подчинения властям специального района и подчинён напрямую властям провинции. В 1956 году Специальный район Вэньдэн был расформирован, а входившие в него административные единицы были переданы в состав Специального района Лайян (莱阳专区). В 1958 году Специальный район Лайян был переименован в Специальный район Яньтай (烟台专区); город Вэйхай был при этом выведен из подчинения властям провинции и передан в подчинение властям Специального района. В 1967 году Специальный район Яньтай был переименован в Округ Яньтай (烟台地区).
В 1983 году постановлением Госсовета КНР Округ Яньтай был расформирован, а вместо него создан городской округ Яньтай; город Вэйхай был при этом подчинён властям провинции Шаньдун, делегировавшим управление им городскому округу Яньтай.
В 1987 году постановлением Госсовета КНР был образован городской округ Вэйхай; территория бывшего города Вэйхай стала районом Хуаньцуй в его составе. В 1988 году уезды Вэньдэн и Жунчэн были преобразованы в городские уезды. В 1993 году уезд Жушань был преобразован в городской уезд, подчинённый властям провинции Шаньдун, которые делегировали управление им городскому округу Вэйхай. В 2014 году городской уезд Вэньдэн был преобразован в район городского подчинения.

## Административное деление
Городской округ Вэйхай состоит делится на 2 района и 2 городских уезда:
| Карта | Карта          | Карта    | Карта     | Карта         | Карта            | Карта         | Карта                      |
| ----- | -------------- | -------- | --------- | ------------- | ---------------- | ------------- | -------------------------- |
|       |                |          |           |               |                  |               |                            |
| #     | Статус         | Название | Иероглифы | Пиньинь       | Население (2020) | Площадь (км²) | Плотность населения (/км²) |
| 1     | Район          | Хуаньцуй | 环翠区    | Huáncuì qū    | 446 193          | 991,28        |                            |
| 2     | Район          | Вэньдэн  | 文登区    | Wéndēng qū    | 563 529          | 1614,62       |                            |
| 3     | Городской уезд | Жунчэн   | 荣成市    | Róngchéng shì | 714 211          | 1526,2        |                            |
| 4     | Городской уезд | Жушань   | 乳山市    | Rǔshān shì    | 464 078          | 1664,88       |                            |

## Города-побратимы
- Челтенхем, Великобритания (с 21 мая 1987)
- Убе, Япония (18 мая 1992)
- Санта-Барбара, США (8 декабря 1994)
- Йосу, Южная Корея, (17 февраля 1994)
- Сочи, Россия (18 октября 1996)
- Биелла, Италия (22 октября 1996)
- Тимару, Новая Зеландия (30 июля 1998)
- Браззавиль, Республика Конго, (24 мая 2004)
- Новополоцк, Белоруссия, (25 апреля 2006)
- район Йонсангу, Сеул, Республика Корея (15 июня 2007)[2]